# NGC 5406
NGC 5406 is een balkspiraalstelsel in het sterrenbeeld Jachthonden. Het hemelobject werd op 16 mei 1787 ontdekt door de Duits-Britse astronoom William Herschel.

## Synoniemen
- UGC 8925
- MCG 7-29-31
- ZWG 219.38
- IRAS 13582+3909
- PGC 49847